# KTHV
KTHV（チャンネル11）は、アメリカ・アーカンソー州リトルロックにあるCBS系列のテレビ局。テグナ社が所有しており、リトルロックのダウンタウンにあるサウス・イザード・ストリートにスタジオを、市内のシュナルバレーセクション近くのショール山の頂上に送信所を設置している。

## 歴史
1955年11月27日に開局した。元々は、ルイジアナ州シュリーブポートのラジオ局KWKHの所有者、「アーカンソー・デモクラット」の所有者、リトルロックの実業家で保険会社の幹部であるクライド・E・ローリー（Clyde E. Lowry）を含むコンソーシアムであるアーカンソー・テレビジョン・カンパニー（Arkansas Television Company）が所有していた。KTHVのコールサインは、1960年代にLINブロードキャスティングに売却された後、後にKAAYとなった元姉妹ラジオ局KTHS（そのコールは「Kome To Hot Springs」の略）から派生したものである。KTHSはCBSラジオと長年提携していたため、KATVからCBSとの提携が必要だった。
開局以来、イザード・ストリート720番地にあるダウンタウンのリトルロックスタジオから運営されている。この施設は、KTHVが開局する1年前の1954年（及びKTHSが放送地域免許をホットスプリングスからリトルロックに移した1年後）に建設され、アーカンソー州でラジオ・テレビの両方に建設された最初の放送施設だった。KTHVのスタジオは建物の1階にあり、KTHSを収容するスタジオは2階にあった。建物の内部は、特に技術の向上により定期的にアップグレードされているが、局舎の外観は、建設時の外観のままである。KTHVは長年、ホットスプリングス近くのユークリッドハイツで低電力の中継局K13HP（チャンネル13）を運営してきた。アナログ送信所は2009年に閉局され、それに代わるデジタル中継局は設置されていない。
1994年12月にガネット・カンパニーが全株式取引でKTHVを買収するまで、地元で所有されていた。ガネットによるKTHVの購入は、同社が1978年にコンバインド・コミュニケーションズ・コーポレーション（Combined Communications Corporation）と合併してから、1983年にサウスウエスト・メディア（Southwest Media）に売却されるまで、以前はNBC系列のKARK-TV（チャンネル4）を所有していた同社のリトルロック〜パインブラフテレビ市場への再参入を示した。KTHVの購入は、大統領（当時）のビル・クリントンのかつての本拠地にKTHVを置くというガネットの側に位置づけられていると信じられていた。
1995年11月、ジャーナル・ブロードキャスト・グループのミルウォーキーの旗艦局と、1992年7月から「Today's TMJ4」（創設者の所有者「ミルウォーキー・ジャーナル」に関連して、局の一般的な視聴者のニックネーム「TMJ」に触発されたブランド）としてブランド化されているNBC系列のWTMJ-TVに触発された可能性のあるブランド「Today's THV」としてブランド名が変更されるまで、何年にもわたって「Arkansas 11」としてブランド化されていた。KTHVやWTMJのボイシの姉妹局KIVI-TV（「Today's Channel 6」または「Today's 6」のいずれかのブランド）とは異なり、局のロゴには様式化された「11」が含まれていたが、単に「Today's THV」とブランド化され、VHFチャンネル11の割り当てへの口頭での言及は省略されている。2013年2月28日にブランドが（新しいロゴの導入と共に）修正され、「THV 11」に改訂された。
1997年3月1日、KTHV主任気象学者のエド・バックナーは、アーカンソー州の大部分に被害をもたらした重大な竜巻の発生を報道するために放送を開始し、2つの破壊的なF4竜巻（その日の状態で着地した3つのうち）を生み出した。1つはベアーン近くに着地してアーカデルフィアを襲い、もう1つはリトルロックの南と東の郊外を襲った（ベントンに深刻な被害をもたらした）。その日に19の竜巻を発生させたこの発生により、26人が死亡したが、バックナーと他のKTHV気象スタッフによる事前の警告がなければ、死者数ははるかに多かったと考えられている。
2002年、KTHVはリトルロック市場で最初にデジタルアンテナを設置し、デジタルテレビ信号を放送した最初のテレビ局になった。
2012年10月第1週頃、ガネットは、補償料金と、Hopperデジタルビデオレコーダーのディッシュ・ネットワークのAutoHopコマーシャルスキップ機能に関して、ディッシュに対して争議を起こした。ガネットは、KTHVの広告収入に影響を与えているという理由で、ディッシュにAutoHopの中止を命じた。ガネットは、小競り合いが同年10月7日以降も続き、ディッシュとガネットが合意に達しない場合、全ての放送局（KTHVなど）を撤去すると脅迫した。期限を数時間延長した後、最終的に両当事者は合意に達した。
2015年6月29日、ガネットの放送部門は新聞部門から分離し、放送部門とデジタル部門の名前をテグナに変更した（KTHVはテグナへの取引に含まれていた）。

## 番組
KTHVがCBSネットワーク番組をパターンで放送している間、『CBSドリーム・チーム』ブロック（通常は土曜日朝に放送）の1時間、日曜日7:00から8:00まで放送される。KTHVで放送されるシンジケート番組には『ドクター・フィル』、『アクセス・ハリウッド』、『エレンの部屋』などがある。

### ニュース運用

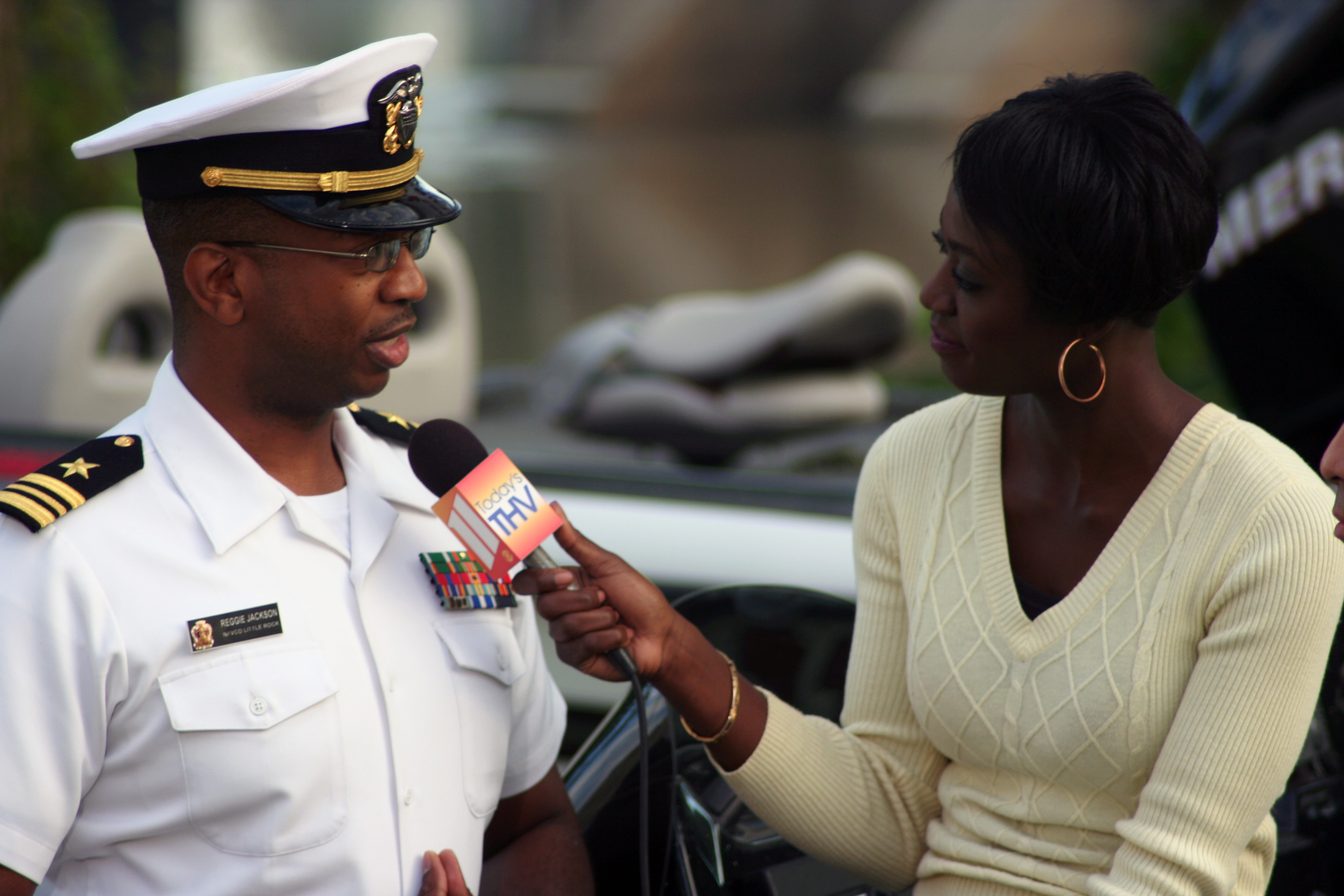
2010年5月30日のテレビ生放送中の元KTHVリポーターのフェイス・アビュービー。

KTHVは現在、毎週26時間半のローカルで制作されたニュース番組を放送している（平日：4時間半、土曜日：3時間、日曜日：1時間）。ニュース放送中の気象情報コーナーは、通常、KTHVのイザード・ストリート施設のすぐ外にあり、コントロールルームにオーバーレイされたグラフィックを表示するクロマキーウォールとロボットカメラがある中庭スタジオ「ウェザー・ガーデン（Weather Garden）」で放送される。『CBSモーニングス』と『THV11 WeatherNation』の最新天気予報は、ウェザーセンター内のクロマキーウォールから行われる。このコンセプトは、局のスタジオの外の中庭でも予報を行っている、デンバーにあるテグナ所有の姉妹局とNBC系列のKUSAに触発された。
2009年4月6日、18:00のニュースを1時間に拡大し、18:30に30分間のニュースを追加したため、18:30にニュースを放送する市場で唯一のニュース制作局になった。2010年4月3日、土曜日6:00から8:00までの2時間のニュースをデビューさせた（『ジ・アーリー・ショー』の土曜日版（その後『CBSサタデーモーニング』に進化）は、ニュース放送に対応するために1時間後に押され、同ニュースは、番組の開始前に市場で唯一の週末朝のニュースであった『Channel 7 News Daybreak』のKATVの土曜日版と競合する）。
2010年9月13日、KTHVは平日朝のニュースを4:30に移動、2時間半に拡大し、アーカンソー州で最初のテレビ局として平日朝のニュースを5:00前に開始した。同年12月19日、22:00のニュースから始まり、KTHVはリトルロック市場とアーカンソー州で最初のテレビ局となり、ローカルニュースを高解像度で放送し始めた（KTHVは、『ドクター・フィル』や『エレンの部屋』などのシンジケート番組や、HDでのCBSネットワーク番組をすでに放送していた）。KTHVは、2013年2月28日に放送上の刷新の一環として（「THV 11」へのリブランドに合わせて）、当時の共同所有の新聞「USAトゥデイ」で使用されていたものに基づいた様々なコンテンツカテゴリの色分けが含まれていた、全ガネット所有局に展開されていた標準化されたグラフィックパッケージを発表した。

#### 著名な元スタッフ
- アリーゼ・イーディ（英語版） - アンカー（現：アトランタのWAGA-TV（英語版）[11]）
- T・J・ホームズ（英語版） - アンカー/リポーター（2000年 - 2003年、後にCNN、現：ABCニュース）[12]
- B・J・サムズ（英語版） - アンカー（1982年 - 2009年）

## 技術情報

### サブチャンネル
デジタル信号は多重化されている。
| チャンネル | 解像度 | アスペクト比 | ショートネーム | 番組編成                         |
| ---------- | ------ | ------------ | -------------- | -------------------------------- |
| 11.1       | 1080i  | 16:9         | KTHV-DT        | メインKTHV番組/CBS               |
| 11.2       | 480i   | 16:9         | CourtTV        | コートTV                         |
| 11.3       | 480i   | 16:9         | Justice        | トゥルー・クライム・ネットワーク |
| 11.4       | 480i   | 16:9         | Quest          | クエスト                         |
| 11.5       | 480i   | 16:9         | Circle         | サークル                         |
| 11.6       | 480i   | 16:9         | Twist          | ツイスト                         |

### アナログ-デジタル変換
KTHVは、アメリカのフルパワーテレビ局が連邦政府の命令の下でアナログ放送からデジタル放送に移行した公式の日付である2009年6月12日に、VHF、チャンネル11を介してアナログ信号をシャットダウンした。KTHVのデジタル信号は、遷移前のVHFチャンネル12に残った。PSIPを使用することにより、デジタルテレビ受信機はKTHVの仮想チャンネルを以前のVHFアナログチャンネル11として表示する。
SAFER法の一環として、KTHVは同年6月27日までアナログ信号を放送し続け、全米放送事業者協会からの公共サービス広告のループを通じてデジタルテレビへの移行を視聴者に知らせた。

## 市場外の放送範囲
KTHVは、テネシー州メンフィスを拠点とするWREG-TVと共に、以前はアーカンソー州ジョーンズボロのメディア市場のデフォルトのCBS系列局として機能していた。KTHVとWREGの両方が、サドンリンクケーブル、及びパラグールド地域のパラグールドライトウォーターとケーブルのケーブルシステムで利用可能だった。KTHVは2015年9月1日にサドンリンクから削除され、KJNB-LDのDT2サブチャンネルに置き換えられた。ただし、WREGはジョーンズボロのサドンリンクラインナップに残る。